# Kanton Chorges
Der Kanton Chorges ist seit 1790 ein französischer Wahlkreis im Département Hautes-Alpes in der Region Provence-Alpes-Côte d’Azur. Er umfasst 17 Gemeinden im Arrondissement Gap und hat seinen Hauptort (französisch bureau centralisateur) in Chorges.

## Gemeinden
Der Kanton besteht aus 17 Gemeinden mit insgesamt 11.258 Einwohnern (Stand: 1. Januar 2022) auf einer Gesamtfläche von 349,56 km²:
| Gemeinde             | Einwohner 1. Januar 2022 | Fläche km² | Dichte Einw./km² | Code INSEE | Postleitzahl |
| -------------------- | ------------------------ | ---------- | ---------------- | ---------- | ------------ |
| Bréziers             | 236                      | 30,35      | 8                | 05022      | 05190        |
| Chorges              | 3.106                    | 53,34      | 58               | 05040      | 05230        |
| Espinasses           | 792                      | 13,86      | 57               | 05050      | 05190        |
| La Bâtie-Neuve       | 2.611                    | 27,99      | 93               | 05017      | 05230        |
| La Rochette          | 473                      | 10,34      | 46               | 05124      | 05000        |
| Le Sauze-du-Lac      | 158                      | 8,49       | 19               | 05163      | 05160        |
| Montgardin           | 481                      | 15,32      | 31               | 05084      | 05230        |
| Prunières            | 312                      | 13,20      | 24               | 05106      | 05230        |
| Puy-Saint-Eusèbe     | 190                      | 11,31      | 17               | 05108      | 05200        |
| Puy-Sanières         | 281                      | 11,38      | 25               | 05111      | 05200        |
| Réallon              | 243                      | 71,40      | 3                | 05114      | 05160        |
| Remollon             | 467                      | 6,45       | 72               | 05115      | 05190        |
| Rochebrune           | 197                      | 12,37      | 16               | 05121      | 05190        |
| Rousset-Serre-Ponçon | 168                      | 14,38      | 12               | 05127      | 05190        |
| Saint-Apollinaire    | 204                      | 7,54       | 27               | 05130      | 05160        |
| Savines-le-Lac       | 1.109                    | 25,13      | 44               | 05164      | 05160        |
| Théus                | 230                      | 16,71      | 14               | 05171      | 05190        |
| Kanton Chorges       | 11.258                   | 349,56     | 32               | 0504       | –            |

Bis zur Neuordnung gehörten zum Kanton Chorges die acht Gemeinden Bréziers, Chorges, Espinasses, Prunières, Remollon, Rochebrune, Rousset und Théus. Sein Zuschnitt entsprach einer Fläche von 160,66 km2. Er besaß vor 2015 einen anderen INSEE-Code als heute, nämlich 0507.

## Politik
| Vertreter im Departementrat | Vertreter im Departementrat   | Vertreter im Departementrat |
| Amtszeit                    | Namen                         | Partei                      |
| --------------------------- | ----------------------------- | --------------------------- |
| 1998–2015                   | Bernard Allard-Latour         | PS, später PRG              |
| 2015–                       | Joël Bonnaffoux Valérie Rossi | UG                          |